# 나카촌 (아이치현)
나카촌(中村)은 아이치현 아이치군에 설치되었던 촌이다. 현재의 나고야시 나카무라구와 니시구의 일부에 해당한다.